# Altkirchen
Altkirchen é uma vila e antigo município da Alemanha localizado no distrito de Altenburger Land, estado da Turíngia.  Pertence ao Verwaltungsgemeinschaft de Altenburger Land. Desde 1 de janeiro de 2019, faz parte do município de Schmölln.

## Demografia
População em 31 de dezembro de cada ano:
| - 1994 - 1.267 - 1995 - 1.270 - 1996 - 1.285 - 1997 - 1.275 | - 1998 - 1.254 - 1999 - 1.243 - 2000 - 1.230 - 2001 - 1.209 | - 2002 - 1.206 - 2003 - 1.187 - 2004 - 1.178 - 2006 - 1.116 |

Fonte: Thüringer Landesamt für Statistik

## Organização municipal
O município de Altkirchen está dividido em 13 distritos:
- Altkirchen
- Gimmel
- Gödissa
- Göldschen
- Großtauschwitz
- Illsitz
- Jauern
- Kleintauschwitz
- Kratschütz
- Nöbden
- Platschütz
- Röthenitz
- Trebul